# Claude A. Swanson
Claude A. Swanson (Swansonville, 1862. március 31. – Rapidan Camp, 1939. július 7.) az Amerikai Egyesült Államok szenátora (Virginia, 1910–1933).